# Jennifer Stone
Jennifer Lindsay Stone est une actrice, scénariste et infirmière américaine née le 12 février 1993 à Arlington, dans le Texas (États-Unis). Elle est connue pour son rôle de Harper Finkle dans Les Sorciers de Waverly Place.

## Biographie
Jennifer Stone est née le 12 février 1993 à Arlington, Texas. Elle n'avait que six ans quand elle a commencé sa carrière, après avoir vu son frère repéré[réf. souhaitée]. Elle a ensuite joué au théâtre. Elle a signé dans une agence à l'âge de huit ans, et a commencé des auditions pour des publicités[réf. souhaitée]. Elle est apparue dans des spots publicitaires. Elle a rejoint le casting principal de Les Sorciers de Waverly Place, en 2007 ; elle joue le rôle de Harper Finkle. Jennifer fait partie du casting du film Lolita malgré moi 2 tout comme Nicole Anderson, Meaghan Martin et Maiara Walsh.
Sa voix est doublée en français par Céline Ronté[réf. nécessaire].
En 2020 elle obtient son diplôme d’infirmière.

## Filmographie

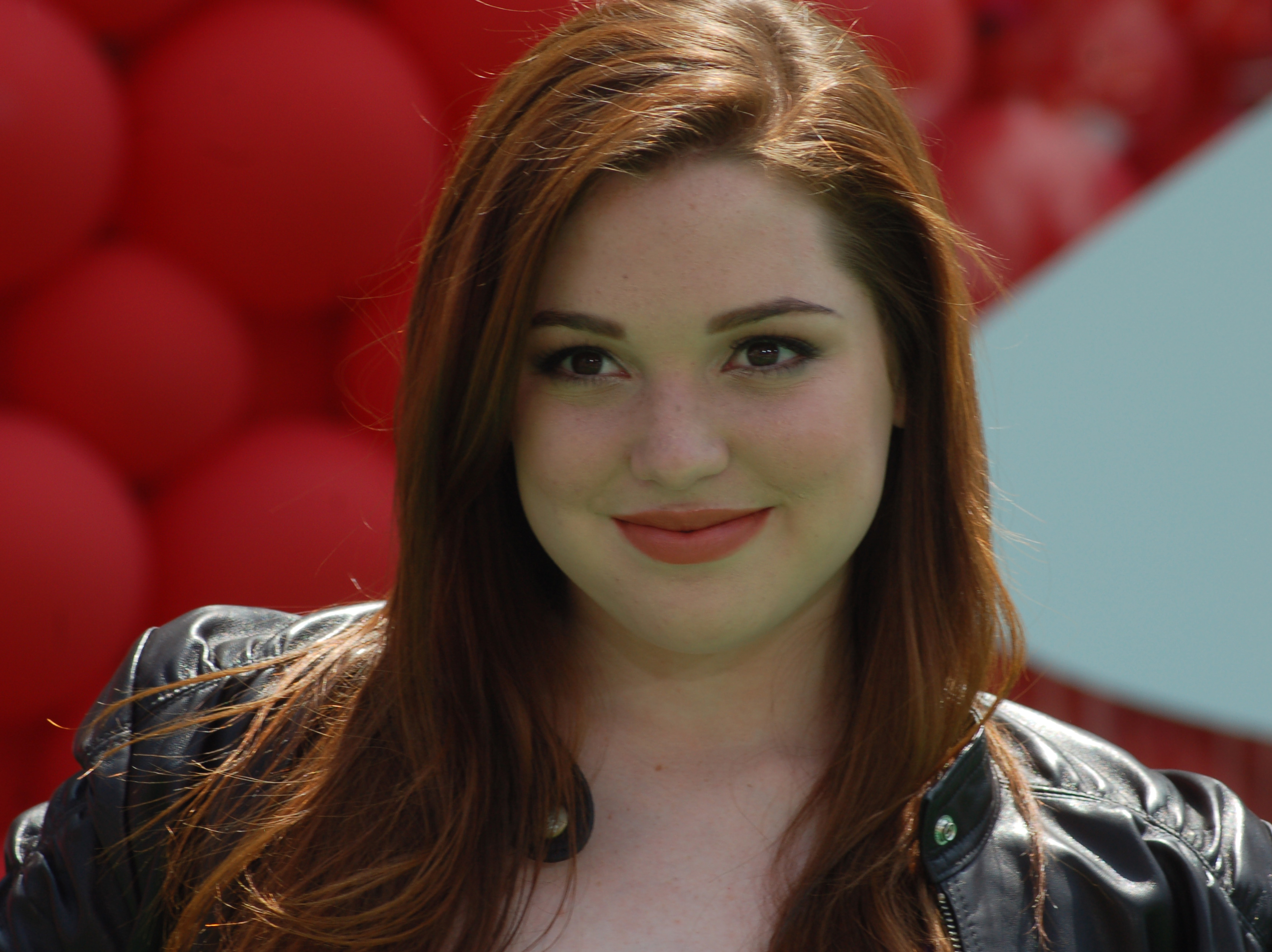
Jennifer Stone à la première du film Là-Haut en mai 2009

| Film       | Film                                                                     | Film              | Film                                                 |
| Année      | Titre                                                                    | Rôle              | Notes                                                |
| ---------- | ------------------------------------------------------------------------ | ----------------- | ---------------------------------------------------- |
| 2003       | Secondhand Lions                                                         | Martha            |                                                      |
| 2009       | Dadnapped                                                                | Debbie            | Voix d'un personnage : Disney Channel Original Movie |
| 2009       | Les Sorciers de Waverly Place, le film                                   | Harper Finkle     | Rôle supportaire : Disney Channel Original Movie     |
| 2010       | Harriet l'espionne : La Guerre des Blogs (Harriet the Spy: Blog Wars)    | Harriet M. Welsch | Rôle principale : Disney Channel Original Movie      |
| 2011       | Lolita malgré moi 2                                                      | Abby              | Rôle principal                                       |
| 2013       | Le retour des Sorciers : Alex vs Alex (The Wizards Return: Alex vs Alex) | Harper Finkle     | Rôle Supportaire : Disney Channel Original Movie     |
| 2013       | Les Portes de l'enfer : La légende de Stull (Nothing Left to Fear)       | Mary              | Rôle principal                                       |
| Television |                                                                          |                   |                                                      |
| Année      | Titre                                                                    | Role              | Notes                                                |
| 2004       | Feux de l'amour                                                          | Lily O'Donnell    | Épisode : « Réunion Familiale »                      |
| 2005       | FBI: Porté disparu                                                       | Brittany          | Épisode : « Les Innocents »                          |
| 2005       | Dr House                                                                 | Jessica Simms     | Épisode : « Symptômes XXL »                          |
| 2007       | Les Sorciers de Waverly Place                                            | Harper Finkle     | 2007-2012 (57 épisodes)                              |
| 2009       | Phinéas et Ferb                                                          | Amanda            | Épisode : « Le bungalow de Phineas et Ferb »         |
| 2011       | Generator Rex                                                            | Beverly           | Épisode : « A Family Holiday »                       |
| 2011       | Paire de rois                                                            | Priscilla         | Épisode : « Rivalité »                               |
| 2013       | Body of Proof                                                            | Hannah Banks      | Épisode : « Lost Souls »                             |
| 2014       | Adolescence tourmentée (High School Possession)                          | Chloe Mitchell    | Téléfilm                                             |